# Ludwig Noack (Politiker)
Ludwig Noack (obersorbisch Ludwig Nowak; * 22. Februar 1947 in Räckelwitz; † 26. August 1996) war ein deutsch-sorbischer Politiker (DDR-CDU, ab 1990 CDU) und Mitglied des Sächsischen Landtages.

## Leben
Nach der Grundschule in Räckelwitz und Crostwitz besuchte Ludwig Noack die Sorbische erweiterte Oberschule in Kleinwelka, wo er auch sein Abitur ablegte. Von 1965 bis 1970 folgte ein Slawistikstudium in Leipzig, das Noack als Diplomfachlehrer für Russisch und Sorbisch abschloss. Anschließend war er zwischen 1970 und 1980 Lehrer an der Sorbischen Oberschule Räckelwitz und danach bis März 1990 stellvertretender Direktor.
Noack war katholisch, verheiratet und hatte drei Kinder.

## Politik
Ludwig Noack war ab 1981 oder 1982 Mitglied der DDR-CDU. Von Dezember 1989 bis September 1990 war er Mitglied im Parteivorstand der Ost-CDU. Ab Januar 1990 war Noack CDU-Kreisvorsitzender im Kreis Kamenz. Von März bis Oktober 1990 war er Abgeordneter der Volkskammer, Leiter der Arbeitsgruppe Bildung der CDU-Fraktion und stellvertretender Ausschussvorsitzender für Bildung.
Im Oktober 1990 wurde Noack über den Wahlkreis 24 (Kamenz) in den Sächsischen Landtag gewählt, dem er für eine Wahlperiode bis 1994 angehörte. Dort war er Mitglied im Ausschuss für Bundes- und Europaangelegenheiten sowie im Ausschuss für Schule, Jugend und Sport.

## Belege
- Klaus-Jürgen Holzapfel (Hrsg.): Sächsischer Landtag: 1. Wahlperiode, 1990–1994; Volkshandbuch. NDV Neue Darmstädter Verlagsanstalt, Rheinbreitbach 1991, ISBN 3-87576-265-7. S. 51 (S. 84 u. 90 für die Ausschüsse). (Stand Mai 1991)
- Biografie von Ludwig Noack (Politiker). In: Wilhelm H. Schröder: Die Abgeordneten der 10. Volkskammer der DDR (Volkparl)